# Lithophane vivida
Lithophane vivida là một loài bướm đêm trong họ Noctuidae.